# John Strindlund
Johan "John" August Strindlund, född 24 september 1884 i Sollefteå, död 24 mars 1960 i Uppsala, var en svensk ingenjör och företagsledare.
John Strindlund var son till hemmansägaren och mejeriföreståndaren Johan Strindlund. Han avlade mogenhetsexamen i Härnösand 1905 och utexaminerades från Tekniska högskolans fackavdelning för mekanik och mekanisk teknologi 1908. Han var andre ingenjör vid AB Robertsfors i Västerbotten 1909–1913 och flyttade 1913 till Norge som driftsingenjör vid a/s Tofte cellulosefabrik i Hurums kommun, där han från 1920 var överingenjör, fabrikschef och bestyrer. Under hans tid utökades och moderniserades fabriken betydlig. Strindlund gjorde flera patenterade uppfinningar inom cellulosafacket. Han var styrelseledamot i bland annat Mackmyra sulfit AB och Hissmofors AB.